# Sertularia linkoi
Sertularia linkoi is een hydroïdpoliep uit de familie Sertulariidae. De poliep komt uit het geslacht Sertularia. Sertularia linkoi werd in 1914 voor het eerst wetenschappelijk beschreven door Kudelin. 